# Physoplatys nitidus
Physoplatys nitidus är en spindelart som beskrevs av Simon 1895. Physoplatys nitidus ingår i släktet Physoplatys och familjen krabbspindlar.
Artens utbredningsområde är Paraguay. Inga underarter finns listade i Catalogue of Life.